# خشخاشاوات
الخشخاشاوات (الاسم العلمي: Papaveroideae) هي أسرة من النباتات تتبع الفصيلة الخشخاشية من رتبة الحوذانيات.

## قبائل
- خشخاشاوية (الاسم العلمي:Papavereae)
- خشخاشاوية ذهبية (الاسم العلمي:Eschscholzieae)
- ماميراناوية (الاسم العلمي:Chelidonieae)
- بلاتستموناوية (الاسم العلمي:Platystemoneae)